# NGC 5096
NGC 5096 ist eine 14,0 mag helle Linsenförmige Galaxie vom Hubble-Typ S0/a im Sternbild Jagdhunde am Nordsternhimmel und bildet zusammen mit den Galaxien PGC 3442492 und PGC 4530507 eine sowohl optisch als auch gravitationell gebundene Kleingruppe. 
Als hellster Teil dieser Gruppe wurde sie am 20. März 1787 von Wilhelm Herschel mit einem 18,7-Zoll-Spiegelteleskop entdeckt, der sie dabei mit „eF, vS“ beschrieb.